# ヒサマツミドリシジミ
ヒサマツミドリシジミ（久松緑小灰蝶 Chrysozephyrus hisamatsusanus）は、チョウ目シジミチョウ科に属するチョウの一種。

## 形態
メスアカミドリシジミ・アイノミドリシジミと同属で、雄の翅表に金緑色の光沢をもつミドリシジミ類の一種。メスアカ同様翅裏が灰色で、影のような濃灰色の帯を翅内側に持った白帯が縦に走る。本種はこの白帯が後翅肛角の赤斑で1度折り返しV字状となる（メスアカは2回折り返しでW字状）。また本種の方が赤斑は目立たない。雄の翅表の輝きは弱い。
ゼフィルスの生態にもれず、成虫は梅雨時から発生を始め、卵で越冬する年一化性。ただし本種は夏眠をし、産卵は遅く10月ごろに行われる。食樹はウラジロガシとされるが他にも食樹とする可能性がある。羽化した個体は発生地を離れて高所へ移動する。成虫は訪花習性あり。
発見が遅く、森林性と移動性の強さから詳しい生態はあまりよくわかっていない。食樹もわからなかった当時、日本鱗翅学会にて生態解明に懸賞金をかけられたこともある。
和名は本種が最初に発見された鳥取県の久松山（きゅうしょうざん）を読み替えて付された。ただし現在は久松山には生息していない。

## 分布
国内では中部以西の山地から九州にかけて分布するが、分布域は不連続である。日本の特産種である。きわめて森林性を示し、食樹の制約もあり常緑広葉樹林との結びつきが非常に強い。